# Гебріди (комахи)
Гебріди (Hebridae) — родина напівводних клопів (Heteroptera). Налічує близько 160 видів.

## Поширення
Гебріди поширені по всьому світу. Вони живуть у прісноводному середовищі, але на відміну від інших герроморфів, які зазвичай трапляються на поверхні водойм, ці комахи поселяються на суші поблизу водойм. Вони живуть на берегах, на водних рослинах, на мохах та мокрих рослинних рештках. В Європі є кілька видів роду Hebrus.

## Опис
Досить дрібні комахи, з тілом завдовжки 1-3 мм, сірого або зеленого кольору, вкритим оксамитовим пушком. Голова відносно велика, з двома вушними раковинами і невеликими складними очима; вусики складаються з 5 члеників, з яких 3-й і 4-й подовжені, іноді нараховують тільки 4 членики внаслідок злиття 4-го і 5-го антенномерів. Хоботок досить довгий, складається з 4 сегментів, в стані спокою лежить у черевній борозенці на голові і грудях та доходить до середньої пари ніг.
Груди демонструють трапецієподібну переднеспинку, такої ж ширини, як черевце. Крила можуть бути добре розвинені, або зменшені чи відсутні; вони мають редуковану жилку, обмежену проксимальною частиною, де вона розмежовує одну або дві комірки. Ноги порівняно короткі, з двох сегментів. Вони також мають апікальні кігті. Черевце довге, з редукованими гонапофізами як у самиць, так і у самців.

## Спосіб життя
Активні хижаки, що полюють на дрібних членистоногих. Яйця відкладають на мох або поверхню водних рослин, скріплюючи кладку гелеподібною речовиною.

## Систематика
Hebridae — єдина родина в складі надродини Hebroidea. Відомо 160 видів, які поділяють на сім родів. Гебріди поділяються на дві визнані підродини.
Перша — Hebrinae, у якого очі розташовані біля основи голови, вусики явно довші за голову, а парамери загалом симетричні. Вона містить роди Hebrometra (чотири види з Ефіопії), Hebrus (найбільший рід родини, що складається з 110 видів, в тому числі європейських), Lipogomphus (чотири види з Америки), Merragata (7 видів у Австралії та Півн. і Півд. Америці), Neotimasius (один вид на півдні Індії) і Timasius (15 видів, що поширюються від Шрі-Ланки до Тайваню). 
Друга підродина — Hyrcaninae, у яких очі чітко видалені від переднього краю переднеспинки. Довжина вусиків менша або дорівнює довжині голови. Крім того, вентральний аролій значно довший за дорсальний аролій, а парамери симетричні. Ця підродина включає лише один рід, Hyrcanus, що складається із чотирьох азійських видів.

### Роди
- підродина Hebrinae
  - рід Hebrometra
  - рід Hebrus
  - рід Lipogomphus
  - рід Merragata
  - рід Neotimasius
  - рід Timasius
- підродина Hyrcaninae
  - рід Hyrcanus